# Striga ledermannii
Striga ledermannii är en snyltrotsväxtart som beskrevs av Pilger. Striga ledermannii ingår i släktet Striga och familjen snyltrotsväxter. Inga underarter finns listade i Catalogue of Life.